# Драга Обренович
Драга Луневіц Машин Обренович (за народженням — Драга Луневіц; за прізвищем першого чоловіка — Драга Машин; 1864—1903) — королева-консорт Сербії, дружина короля Олександра Обреновича.

## Біографія
Батьком Драги був Панта Луневіц, окружний начальник містечка Горні Мілановац, матір'ю — його дружина Анджела Колевич. У Драги було три сестри і два брати — Микола і Нікодим. У віці дев'яти років вона була відправлена навчатися до Белграду. Там закінчила школу, жіночі курси, вивчила кілька іноземних мов, заробляла перекладами. У серпні 1883 року Драга узяла шлюб із інженером Светозаром Машином і прожила із ним три роки.

## Подальше життя та шлях до трону
Пізніше Драга стала фрейліною королеви Наталії Обренович. Так вона познайомилася із молодим спадкоємцем престолу, принцом Олександром. Він закохався у фрейліну матері, хоча був більш ніж на десять років молодшим за неї. Уся королівська родина й уряд були проти їхніх заручин, міністри погрожували піти у відставку. Але Олександр Обренович був переконаний у своїй думці. 23 липня 1900 року вони повінчалися. Через рік після весілля Драга оголосила, що очікує дитину. Однак, насправді вона лише удавала бажане як дійсне. Тим часом, Олександр проголосив себе королем і почав керувати країною, але його політика викликала протест населення. Як і те, що Драга заохочувала до влади своїх братів. 11 червня 1903, коли незадоволення сербів досягло крайніх меж, королівське подружжя було вбите.
Такому сумному розвиткові подій передували наступні події. 1 лютого 1889 року король Мілан I зрікся престолу на користь тринадцятирічного Олександра, який ступив на королівський престол за регентства Йована Рістіча, Кости Протича та Йована Белімарковіча. Улітку 1891 Олександр Обренович і Нікола Пашич поїхали до Санкт-Петербургу. Молодого принца приязно зустріли у Санкт-Петербурзі. Цар Олександр III із цього приводу сказав, що Російська імперія не допустить анексії Боснії і Герцеговини Австро-Угорщиною, і що Росія допоможе Сербії у Македонії. У ніч на 2 квітня 1893 року, за вказівкою батька, який, незважаючи на абдикацію, продовжував втручатися у внутрішні справи держави, Олександр заарештував своїх регентів й міністрів, оголосивши себе повнолітнім. Починаючи із цього моменту, у Сербії розпочалися політичні суперечки, ініційовані Міланом, який координував дії сина спершу із-за кордону, а потім — з 1894 року — із Сербії. Не відчуваючи значної зацікавленості до державних справ, Олександр не демонстрував риси політичного лідера. Влада у Сербії після повернення Мілана до Белграду, фактично, опинилася у руках колишнього короля.
На цих подіях позначилися також родинні суперечки Мілана Обреновича та Наталії Обренович. У 1888 році це королівське подружжя було офіційно розлучено. Усе це, звичайно, вплинуло на характер Олександра Обреновича, Як відомо, будучи тоді ще неповнолітнім, Олександр Обренович неодноразово своїм наказом виганяв із країни батька та матір. Якщо приїздив Мілан Обренович, заборонявся в'їзд Наталії. Якщо приїздила матір — виганяли батька.
Налаштований батьком проти матері, Олександр Обренович ставився до неї із повною байдужістю. 7 травня 1891 року, під час вигнання її із Белграду  й викликаних цим вуличних заворушень, він спокійно грав у кеглі. Вона поїхала до містечка Біарріцу зі своєю фрейліною Драгою Машин. 9 травня 1894 року Олександр Обренович скасував конституцію та передав владу Ніколі Христичу. Упродовж наступних років король і його батько кілька разів змінювали склад уряду не з міркувань державної користі, а, як правило, керуючись своїми особистими зацікавленостями.
У 1895 році Олександр повертає до Сербії свою матір. Після цього, за наполяганням Наталії, король їде у відпустку до Біарріцу. У цьому містечку король зустрів свою майбутню дружину Драгу, яка була фрейліною його матері.

## Подружнє життя із королем Сербії Олександром Обреновичем
3 липня 1900 року сербський король Олександр Обренович побрався із Драгою, кохання до якої відчував протягом усього свого життя. Шлюб із Драгою Луневіц Машин спричинив справжнє обурення. Узяти в дружини вдову, на 12 років старшу від себе було, згідно із сербськими патріархальними законами, непристойно для звичайного громадянина, не кажучи вже про монарха. Столичні жителі, особливо офіцери, цього не схвалювали — навіть ті, хто ще учора байдуже спостерігав за вигнанням громадян із країни. Міністри подали у відставку, а король Мілан написав синові листа із Відню: «Наша династія й так пережила чимало поразок, але твоє рішення може стати для неї фатальним. І якщо воно незмінне, то мені залишається лише молитися Богу за мою Батьківщину.». Мілан сподівався на шлюб Олександра із такими принцесами: Александрою Кароліною фон Шаумбург-Ліппе (1879—1949 рр.), Сібіллою фон Гессен-Кассель (1877—1952 рр.) або Ксенією, принцесою Чорногорії, дочкою Ніколи Петровича-Негоша. Але син не поділяв поглядів батька. Олександр розумів, чим завершиться одруження на удові. Тому, зі зміною політичного курсу, він мав наміри повернути авторитет сербської корони. У країні починалися політичні зміни: вже при, так званому, «весільному» міністерстві Алекси Йовановича був обмежений поліцейський терор, а в зв'язку з днем народження Драги було оголошено амністію радикалам, що були засуджені за справою про Іванданський атентат 1899 року. Але найважливішим політичним поворотом було зближення із Росією.
Повідомивши міністру  Мансурову рішення про одруження з Драгою ще до офіційного оголошення, король звернувся до імператора Росії із проханням зберегти для нього спадкоємне право хрещеного батька. У відповідь, Олександр обіцяв надати своїй політиці новий напрямок — зближення із Росією.  У короля виникла думка щодо спільного візиту з Драгою до Росії. Прийом російським імператорським подружжям надав би сумнівній сербській королеві шукану легітимність.
Наприкінці літа 1900 року було оголошено про вагітність Драги. Але було відомо, що вона нездатна народити дитину. Олександр нетерпляче очікував наступника чи наступницю престолу,  лікарі встановли термін вагітності. Із наближенням пологів, з різних країн були викликані найавторитетніші спеціалісти. 
Белград готувався до цієї події — місто було прикрашене, на святкування було запрошено чимало знаменитостей із-за кордону. Проте, пологи не відбувалися. Розгублені акушери призначили королеві йодомарин. У квітні 1901 року було повідомлено те, що дитини не буде, у Драги була уявна вагітність. Ця звістка достатньо серйозно зашкодила авторитетові Олександра.

## Підозра на вагітність
Як говорить Л. М Ваніна [Архівовано 10 червня 2017 у Wayback Machine.], у 1902 році російський акушер-гінеколог В.Ф Снігерьов був запрошений до Белграду на огляд сербської королеви Драги — вона готувалася стати матір'ю. Сербські лікарі повідомили йому, що два дні тому — 10 квітня — у королеви сталися сильні перейми. Російський лікар намагався оглянути королеву. Вона ж, пославшись на сильний біль, відмовилася від огляду. Але охоче розповіла знаменитому акушеру, яким був перебіг вагітності: з'явилися перекручення смаку, нудота, блювання. Королева була упевнена, що вагітна. Цю упевненість зміцнив лікуючий придворний лікар, який оглянув її у вересні. Радісну новину про те, що королева чекає спадкоємця престолу, повідомили сербському народові. У палаці скасували усі свята, прийоми, — королеві не можна було перевтомлюватися. Лікарі рекомендували менше рухатися та більше їсти.
Вагітність, здавалося б, протікала непогано, апетит був добрий. За п'ять місяців до того, королева відчула ворушіння плоду, а за два тижні до передбачуваного терміну пологів живіт опустився, як і належало тому бути.
В. Ф. Снігерьов оглянув королеву 14 квітня, та не виявив у неї ознак значного терміну вагітності — був тільки збільшений живіт. Ні ворушіння плода ні биття його серця прослухати не вдалося. Однак, це могла бути вагітність малого терміну, коли усі ознаки не такі виразні. Дізнатися істину було абсолютно необхідно. Прихильники жодної сербської політичної партії не вірили королеві, вважали її здатною на обман, оскільки у першому шлюбі у неї не було дітей. Вони стверджували, що і тепер її вагітність — міф, вона намагається посилити свій політичний вплив за допомогою спадкоємця. Не на стільки важливо, що він насправді народиться не у королеви, а у якої-небудь фрейліни — лікарі допоможуть королеві присвоїти дитину собі. У австрійських і румунських газетах для висвітлення цього питання відводилися чималі стовпці, у яких можна було прочитати несхвальні відгуки.
У Снігерьова виникли сумніви стосовно достовірності вагітності. Такі випадки, коли жінка вважала, що у неї ось-ось настануть пологи, а насправді вона не була вагітною, у його практичній діяльності зустрічалися. Виявлялося, що збільшений живіт, найчастіше, результат ожиріння — жінка багато їсть, мало рухається, довго лежить у ліжку.  Малорухливий спосіб життя майже завжди супроводжується млявістю кишечника, неповним його випорожненням, часто спостерігається здуття. Звідси — біль у животі, нудота. За пропозицією російського лікаря був скликаний консиліум, на якому було вирішено усунути больові відчуття за допомогою проносних засобів, зігрівальних компресів. Здійснене лікування поліпшило стан пацієнтки — припинився біль у животі. Стримування королеви щодо їжі дозволило здійснити гінекологічне дослідження. Воно остаточно переконало російського лікаря у тому, що вагітності у королеви немає. Консиліум погодився із цією думкою. Тоді був складений спеціальний бюлетень для оповіщення сербського народу про мимовільну помилку самої королеви, короля й королівських лікарів.
Шлюб з королем відкривав широкі можливості не тільки для Драги, а й для її чисельних родичів, зокрема, братів. Рід Луневіц, до моменту одруження Драги із наступником сербського престолу, не відносився до родів, наближених до королівського роду Обреновичів, а шлюб  із наступником сербського престолу, надавав можливість триматися ближче до вищих соціальних прошарків. Власне, королева та її родичі, в описуваній ситуації посідали найвищі соціальні щаблі. Більшість чиновницького апарату складали саме представники родини Луневіц. Крім того, вагітність королеви зменшувала імовірність подружньої зради з боку Олександра Обреновича. 

## Військовий переворот 1903р. та загибель королівської подружньої пари
Вищезгадана вагітність або інші авантюрні трюки не змогли порятувати країну від військового перевороту, що стався 11 червня (29 травня за ст. стилем) 1903 року.
На початку XX cт. суспільно-політична ситуація у Сербії продовжувала загострюватися. Наприкінці березня 1903 р. у Белграді відбувся масовий страйк робітничої молоді. Вона протестувала проти вклеювання фотокарток у легітимізації. Ця подія перейшла у антиурядову акцію. Олександр Обренович припустився фатальної помилки — наказав розстріляти беззбройний цивільний страйк студентів. Це, власне кажучи, й викликало змову проти короля, хоча він почувався господарем ситуації — готував запровадження облоги і проскріпційні списки.
Отже, у 1.15 ночі загін офіцерів-змовників під керівництвом Драгутина Дімітрієвіча вирушив із Офіцерського будинку до Королівського палацу. Приблизно у другій годині ночі, роззброївши охорону і підірвавши двері, вони увірвалися до спальні короля й королеви, де після пошуків виявили лише настільну книгу королеви — французький роман. Після певних пошуків було знайдено приховані дверцята у стіні. Витягши монархів зі схованки, змовники застрелили Олександра Обреновича та його дружину, після чого скинули їх тіла із балкону у двір. Одночасно із цим, у ту саму ніч було ліквідовано прем'єр-міністра Д. Цінцар-Марковича, військового міністра — генерала Мілована Павловича, міністра внутрішніх справ Велімира Тодоровича. Прем'єр і військовий міністр були вбиті, а міністр поліції важко поранений. Крім них були вбиті брати королеви — Нікола і Нікодим Луневіци.
Драга Обренович не змогла стати, в очах сербського суспільства, легітимною королевою. Поширювалися чутки про темне минуле королеви. Крім того, вона постійно втручалася у всі політичні справи країни, насправді не маючи для цього відповідного досвіду й знань. Така поведінка королеви, фактично, призвела до загибелі подружньої пари. Невдоволення суспільства своїми правителями зростало, насамперед тому що, король Сербії повністю довіряв усі державні справи своїй дружині і робив усе тільки рахуючись із її особистою думкою.
Тіла короля й королеви кілька днів пролежали під вікнами палацу. Зрештою, вони були поховані у соборі монастиря Крушедол на Фрушка-Горі (Воєводина). Так трагічно обірвалася династія Обреновичів. Після цих подій повернулася із вигнання династія Карагеоргійовичів.